# Босваш

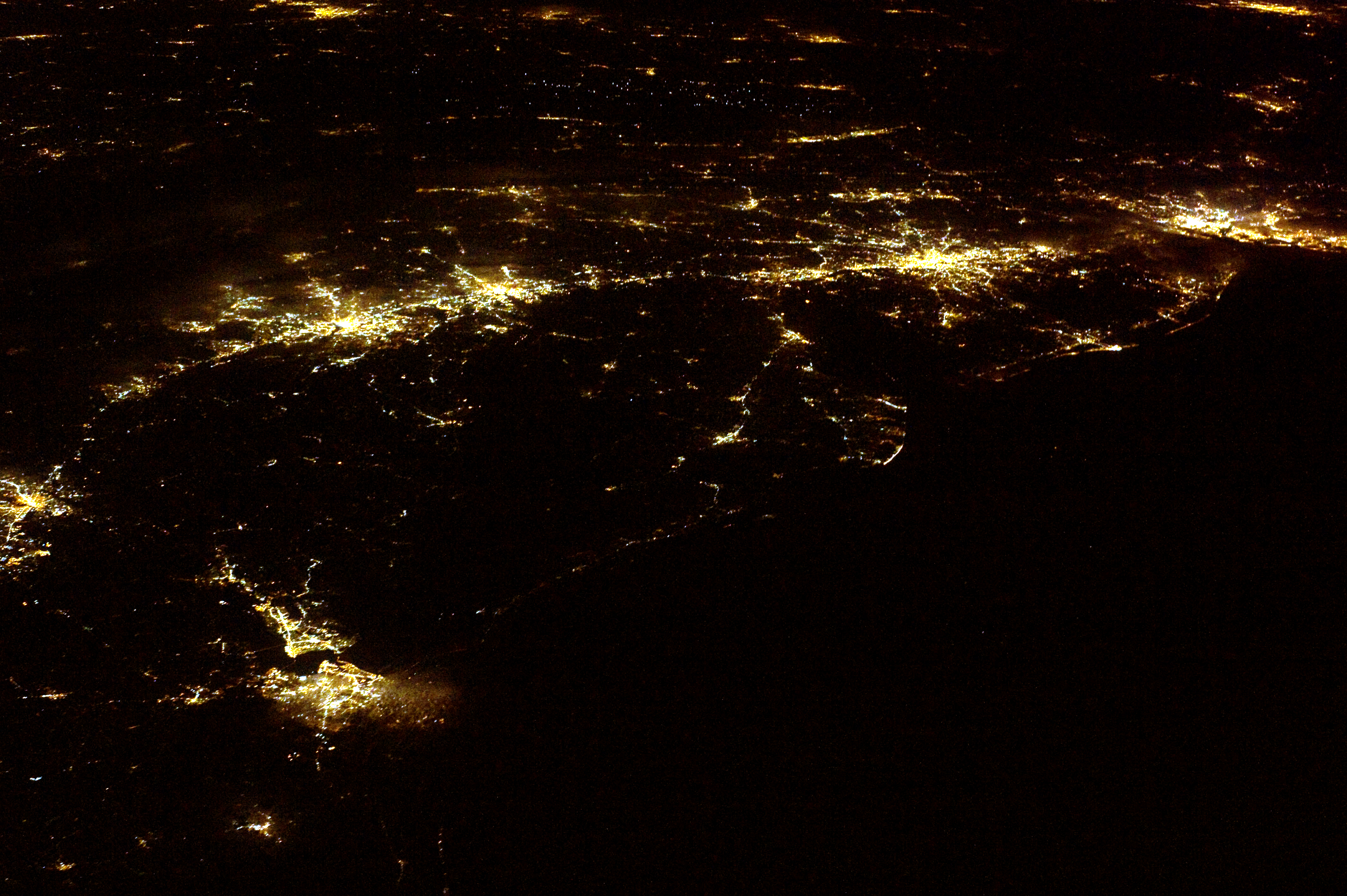
Вигляд на Босваш з Міжнародної космічної станції вночі. Фото надане NASA (2011)

41°15′ пн. ш. 74°00′ зх. д. / 41.25° пн. ш. 74° зх. д.
Бостон-Вашингтонський коридор (БосВаш) або Північно-східний мегалополіс (англ. Bos-Wash; Northeast megalopolis) — мегалополіс у США. Розташований на північному сході США, вздовж Атлантичного узбережжя. Основними центрами мегалополісу є Бостон, Нью-Йорк, Філадельфія, Балтімор, Вашингтон.
Босваш об'єднує 40 агломерацій, що простягнулись від Бостона до Вашингтона, концентруючи близько 50 млн осіб або близько 17% населення США на менше ніж 2% території країни. Площа мегалополісу 170 тис. км². Густота населення 359 осіб на км².
Протяжність головної осі — 1000 км.